# 供給曲線
供應曲线是显示在特定時間内，某財貨的价格与供給量关系的曲线，反映了供給表兩個向量的線性關係。
供給曲線是供給表和供給函數的圖像化表達，
並且和需求表或需求函數交接組成均衡點，用以表示市場上生產者和需求者能夠構成交易的財貨數量和價格。供給曲線既可以以“曲線”出現，也可以使用“直線”方式出現。理論上，可以符合供给定律的供給曲線只可以是正斜率的。

## 生產費用及利潤最大化
19世紀末的英國經濟學家馬歇爾認爲，一切財貨的生產成本是組成生產者供給曲線的基礎。由於生產成本這個字眼意義非常含糊，馬歇爾把這個概念分解為：一，勞動者在生產過程中付出的勞動和資本家的節慾及等待構成生產活動，這些勞動和犧牲屬於財貨生產的實際成本；二，對這些代價所必須付出的貨幣額稱爲財貨生產的貨幣成本，也就是生產費用。“生產費用就是為了引出生產財貨所需要的各種勞作和犧牲的適當供給而必須付出的價格；換言之，生產費用就是財貨的供給價格”。
馬歇爾理論的另一意義是把生產費用再分解為各種生產要素的供給價格，例如一定數量羊毛布的生產費用便是由：一，生產所使用的羊毛和其他流動資本的供給價格；二，機器等固定資本的耗損；三，全部資本的利息和保險費；四，工廠員工的工資；五，承擔風險和監督經營者的總報酬。這些僅是生產那個數量羊毛布的要素價格，而非全部數量的要素價格。對生產者的賦稅亦可能需要計算在内。從圖表來説，就一般的情況而言，儘管邊際成本曲線和平均成本曲線會出現“U”型，總成本曲線卻是始終保持向右上傾斜。

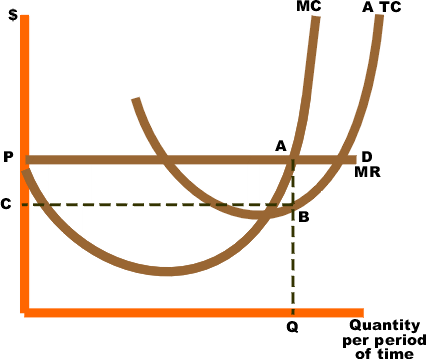

近代的經濟理論則指出，對供給曲線起關鍵作用的是邊際成本。假設市場處於完全競爭的環境，邊際成本會隨產量增加而先遞減，然後回轉向上遞增（這條綫可視爲供給曲線，因爲它決定單個廠商面對市場的生產計劃）。由於市場完全競爭，所有產品都是同質，並且企業的邊際收入等於市場均衡價格，企業只能是受價者，圖表模型出現一條水平的邊際收入線（這條線同時代表市場的需求曲線）。邊際收入線跟邊際成本線會互相交錯，這時候邊際收入等於邊際成本（MC=MR），符合生產者利潤最大化的條件，廠商只願意在這個產量生產（某些時候會出現多於一個的交接點，但利潤最大化條件必定屬於處於右方的交接點，因爲左方交接點的邊際成本綫仍然向右下傾斜，説明生產的邊際成本能夠下降）。如果不採用邊際分析，則廠商的總收入曲線（供給曲線，即是廠商的產品能賣得的收入）向上傾斜。
競爭廠商理論指出，一個正在考慮是否進入市場的廠商處於邊際成本線中低於平均成本線的最低臨界點，他的供給量將會是零，直至邊際成本高於這點。進入了市場的廠商應用相同原理，但其只需要高於平均可變成本曲線的最低臨界點便可。
在不完全競爭市場的情況下，因爲產品是異質的，生產商受惠於產品異質成爲定價者，市場的需求曲線不再等於邊際收入曲線，所以需求曲線向下傾斜。邊際成本保持“U”型不變，生產者依然按照MC=MR的情況定價，價格和供給量不存在一對一的關係，所以不完全競爭市場不存在個別廠商的供給曲線，但市場的供給曲線在局部均衡分析中卻存在，高度簡化的單個廠商供需均衡模型一般不考慮成本問題，僅從其可供給的數量而言。

## 供給表和供給函數
供給表列出不同價格的情況下，生產者願意出售的財貨數目。供給表和需求表相似，大致上用相同的方法制定，兩種自變量存在著線性關係，供給價格隨財貨供給數量而變動。經濟學透過供給表繪畫出供給曲線，以圖表形式表達個別生產者或者市場上所有生產者的財貨供給情況。
市場上不同的個體生產者的供給表可合併為市場的供給表，也即是說個體的供給曲線可以繪出市場的供給曲線，從而反映單一財貨市場的供給，對應個人或所有消費者的需求。市場供給曲線是每家廠商的供給曲線的橫向加總，隨著價格的上升，每家廠商都會生產更多，並且新廠商將進入該市場。相反，隨著價格的下降，成本較高的廠商將會退出市場，餘下的廠商則減少產量。
| 價格（$） | 數量 （件） |
| 10        | 1           |
| 20        | 2           |
| 30        | 3           |
| 40        | 4           |
| 50        | 5           |
| 60        | 6           |
| 70        | 7           |
| 80        | 8           |

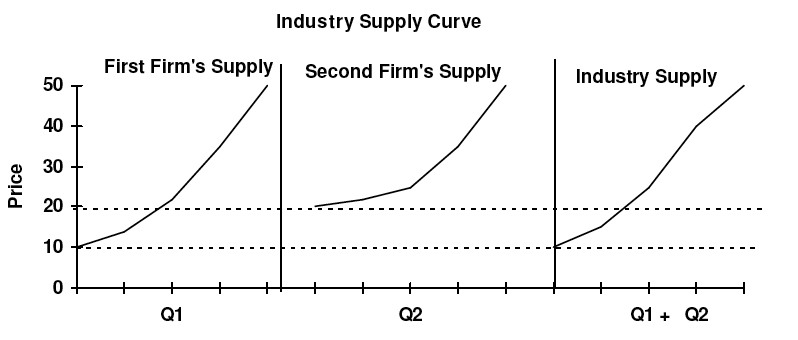
市場供給曲線是每家廠商的供給曲線的橫向加總

供給函數是用來表示一種財貨的供給數量和影響該供給數量的各種因素之間的相互關係的。也就是說，影響供給數量的各種因素是自變量，供給數量是應變量。
供給函數是描述財貨的供給量與影響因素。
P代表財貨的價格；Prg代表相關財貨價格；S代表生產者（廠商）數目。

## 供給曲線的移動

### 供給曲線平行移動

供給曲線的平行移動，可見均衡價格下降且均衡數量增加

不論供給曲線每點的斜率爲何，只要其向左右平行移動，即是市場上的供給發生變化。供給曲線平行移動與線上點移動的最大分別在於前者在同一價格水平之下的供給量改變，後者的供給量改變即代表價格同時變動而非維持於同一價格。

#### 導致供給改變的因素[11]
- 投入品價格的變化
- 技術的變化
- 自然環境的變化
- 獲得信貸的難易程度的變化
- 預期的變化

### 沿著供給曲線的移動
供給曲線上任何一點代表S數量的某財貨價格為P，如果這一點依供給曲線移動，即是該財貨的供給量發生變動。一條直線供給曲線的供給量變動意味著消費者對財貨的供給保持不變，不論價格如何變動，企業的總收入仍然不變。反之，曲線上斜率存在差異的供給曲線發生供給量變動，企業的交易收益未必隨著價格變動而保持一致。

## 賦稅對供給曲線的影響
在供給曲線为完全缺乏彈性時（供給曲線為垂直線），則所有稅項由供應者承擔。
在供給曲線為完全有彈性時（供給曲線為水平橫線），則所有稅項由消費者承擔。
若供給曲線比較有彈性時，則消費者承擔較大的成本上升或稅項。

## 短期供給曲線和長期供給曲線
不論是市場的還是廠商的，供給曲線在長期比在短期更富有彈性。因爲在短期，固定成本為不可變，廠商只可以雇用更多的工人或者調整其他投入品。反之，在長期，廠商能夠購買更多的機器，甚至決定進出市場。所以，短期只有價格發生變動，長期則只有產量變動。

## 批评
中国学者靳毅民认为在供应曲线存在严重缺陷：“这就是他们并没有考虑“商品代价”这个因素。我们前面已经探讨了在小財貨生产时期，商品代价就是財貨的劳动价值量，而在资本主义商品生产时期就是资本量”，如果市场价格低于商品代价，財貨提供者会减小生产量，从而使价格上升，当市场价格等于商品代价时，随着財貨需求增加，会增加产量，但不会提高价格，供应曲线的中间一段是平行直线，这时財貨的价格等于商品代价，也就是劳动价值论的价值或生产价格。如果资源出现短缺或垄断时，这条平行直线没有机会出现时，供应曲线才表现为单纯上升的曲线。靳毅民的供应曲线是一个上升-平行-上升的曲线